# 徐燦
徐燦（シュ・ツァン、中国語: 徐灿、英語: Xu Can、1994年3月9日 - ）は、中華人民共和国のプロボクサー。江西省撫州市出身。元WBA世界フェザー級レギュラー王者。

## 来歴
2015年5月8日、中国・昆明でハリケーン風太と60.0kg契約6回戦で対戦し、6R判定 3-0(58-57、59-55、60-54)で勝利した。
2015年9月18日には階級を2階級落としてWBAオセアニアスーパーフェザー級王座を獲得し、オセアニア王座の2階級制覇を達成すると、2016年2月12日、WBAインターナショナルスーパーフェザー級王座を獲得し2度戴冠した。
2016年12月17日、中国・杭州でスパイス松下とWBAインターナショナルスーパーフェザー級王座決定戦で対戦し、12R判定 3-0(117-111、117-111、118-110)で勝利した。
2017年10月3日、元世界2階級制覇王者ネオマール・セルメニョとWBAインターナショナルフェザー級王座決定戦を行い、7回終了時にセルメニョが棄権したため、徐がプロ初のKO勝利となりWBAインターナショナル王座の2階級制覇を達成した。
2018年9月13日、ラスベガスのザ・ジョイントにてゴールデンボーイ・プロモーションズと契約（劉剛と共同プロモート）しての初戦としてエンリケ・ベルナチェと対戦し、8回2-1（77-75、75-77、78-74）の判定勝ちを収めた。
2019年1月26日、ヒューストンのトヨタ・センターにてWBA世界フェザー級レギュラー王者ヘスス・マヌエル・ロハスと対戦し、12回3-0（116-112、117-111、118-110）の判定勝ちを収め王座を獲得した。
2019年5月26日、撫州市の撫州スポーツ・センターにて元WBA世界スーパーバンタム級王者でWBA世界フェザー級10位の久保隼と対戦し、6回1分16秒TKO勝ちを収め初防衛に成功した。
2019年11月23日、カリフォルニア州インディオのファンタジー・スプリングス・リゾート・カジノでマニー・ロブレス三世と対戦し、12回判定勝ちを収め2度目の王座防衛に成功した。
2021年7月31日、約1年8か月ぶりの試合をエセックスのブレントウッドのマッチルーム・スポーツ本社敷地内にあるファイトキャンプでWBA世界フェザー級12位のリー・ウッドと対戦し、12回TKO負けで王座防衛に失敗した。
2022年10月7日、約1年2か月ぶりの試合をフロリダ州のプラント・センターでブランドン・レオン・ベニテスと対戦し、10回判定負けを喫した。

## 獲得タイトル
- WBAオセアニアスーパーライト級王座
- WBAオセアニアスーパーフェザー級王座
- WBAインターナショナルスーパーフェザー級王座
- WBAインターナショナルフェザー級王座
- WBA世界フェザー級レギュラー王座（防衛2）